# Pons Aemilius
Pons Aemilius je torzo mostu, které se nachází v centru Říma u jihovýchodní špice Tiberského ostrova. Pons Aemilius byl postaven ve 2. století př. n. l. jako první kamenný most ve městě. Po velké povodni v prosinci roku 1598 z něj zbyl jediný oblouk, místní mu proto říkají Ponte Rotto (Zbořený most). 

## Historie
Původně zde přes Tiberu vedl dřevěný most. Stavbu kamenného mostu na jeho místě nařídil římský cenzor Marcus Fulvius Nobilior a dokončil ji Scipio Aemilianus, podle kterého byl pojmenován. Most měl šest pilířů a byl zdoben sochami, spojoval Forum Boarium s Trastevere a vedla po něm cesta Via Aurelia. Rekonstruován byl za císaře Proba. Ve středověku byl nazýván Pons Lapideus (Kamenný most) a Pons Senatorum (Most senátorů). Mostní pilíře byly poškozovány silným proudem a  roce 1575 řídil další rekonstrukci architekt Matteo Bartolini, ale po povodni v roce 1598 už Pons Aemilius nebyl obnoven a na jeho troskách byla zřízena zahrada. V roce 1853 nechal Pius IX. propojit zbytek mostu s pevninou kovovou lávkou, která byla odstraněna po dokončení nového mostu Ponte Palatino v roce 1890.